# حوذاناوات
الحوذاناوات (الاسم العلمي: Ranunculoideae) هي أسرة من النباتات تتبع فصيلة الحوذانية من رتبة الحوذانيات.

## قبائل
- الحوذاناوية
  - الحوذان
  - ذيل الفأر
- الخربقاوية
  - الخربق
  - الخرغوس